# Orde van Chalais
De Orde van Chalais was een benedictijnse kloosterorde die in het begin van de twaalfde eeuw in de Zuid-Franse regio Dauphiné opgericht werd en in de veertiende eeuw alweer verdween.
In 1101 werd de orde van Chalais gesticht door een kleine groep eremieten. Het was een orde die de regel van Benedictus volgde, net zoals de cisterciënzers. Ze vestigden zich op een uitloper van het Chartreuse-massief. Vanaf 1250 begon het verval.  
Aan het begin van de veertiende eeuw verdween de orde definitief maar de kloosters bleven wel voortbestaan. De orde was uniek omdat ze snel opkwam maar ook weer snel verdween. De monniken droegen zeer lichte witte gewaden als teken van soberheid wat een breuk was met het traditionele monastieke leven.

## Geschiedenis

### Stichting

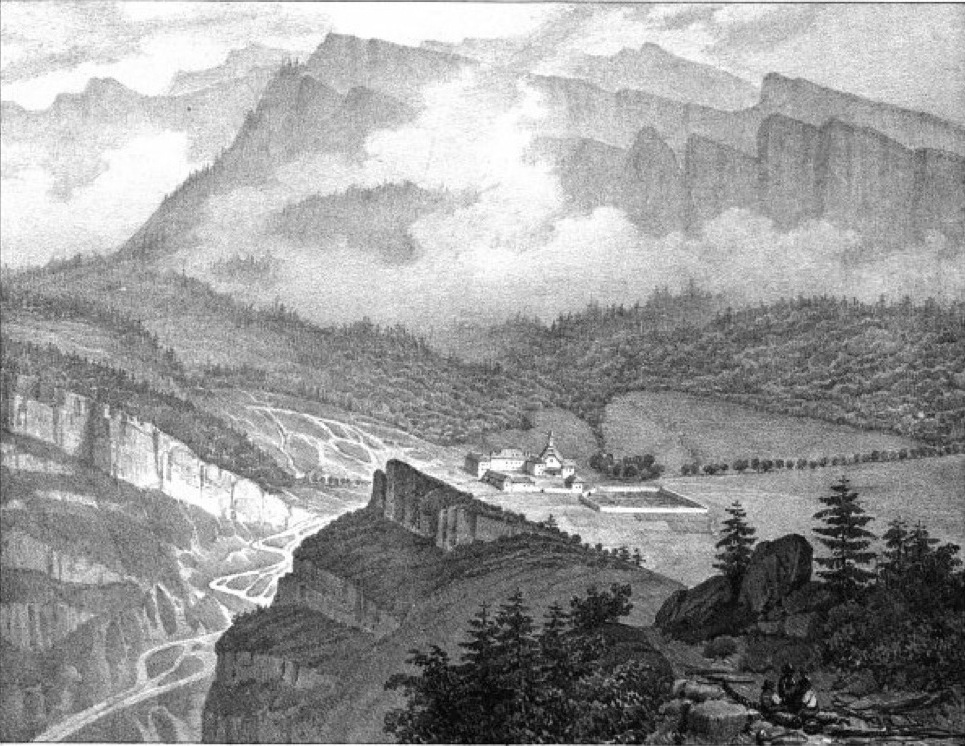
Litografie van de abdij van Chalais

De orde ontstond in het begin van de twaalfde eeuw als een kleine groep eremieten die leefden volgens de regel van Benedictus: ze streefden naar een strengere naleving van de regel en ascese. Ze vestigden zich op een uitloper van het Chartreuse-massief, een regio onderhevig aan vele conflicten tussen zowel kerkelijke als wereldlijke machthebbers. In 1110 werd de groep eremieten erkend door de bisschop Hugo van Grenoble, in 1125 werd Chalais verheven tot abdij waardoor de monniken cenobitisch werden en het eremitische ideaal werd verlaten.

### Groei
De erkenning als orde verliep moeilijk: dat gebeurde pas door een bul van paus Alexander III in 1179.  Al vanaf 1142 kan men wel al spreken van een overkoepelend instituut, want dan vormde de abdij van Chalais al een samenhangend geheel met de abdij van Boscodon. Later verspreidde de orde zich ook richting Albeval en Almeval. De orde was vooral afhankelijk van schenkingen, zoals van Amedée III, graaf van de Savoye. Zo voegden ze heel wat wijngaarden en andere percelen aan hun grondgebied toe.

### Verval
Snel na het hoogtepunt in de eerste helft van de dertiende eeuw kent de orde het begin van zijn verval. De verklaring hiervoor moet gezocht worden in meerdere factoren. 
Ten eerste was er de geografische verspreiding, alle kloosters die onder de orde van Chalais vielen lagen verspreid over acht verschillende bisdommen. De verspreiding van de orde begon ook later en was beperkter dan die van de andere concurrerende orden. Al vanaf de vestiging door de eremieten, waren er concurrerende ordes aanwezig zoals de kartuizers. Hoewel de initiële steun van de graven en bisschoppen hielp, hebben ze nooit dezelfde privileges genoten als hun concurrenten. De aanwerving van monniken en leken was beperkt. Op hun hoogtepunt waren er amper twaalf monniken en veertien leken, waarvan enkelen overstapten naar andere abdijen.
Ten tweede vond er vanaf de eerste helft van de dertiende eeuw ook een significante daling in schenkingen plaats. Onder andere de graaf van Maurienne stopte met schenkingen aan de orde. De abdij van Chalais had aanzienlijk minder bezittingen dan andere abdijen. Vreemde heersers hadden steeds minder interesse om zich te mengen, waardoor de financiële druk steeg. Door schulden werden monniken van de orde genoodzaakt om eigen gronden te verkopen. De financiële nood dwong de verschillende abdijen van de orde van Chalais om te fuseren met andere abdijen. In 1250 fuseerde de abdij van Chalais met de abdij van Saint-Chef waarbij Chalais autonoom bleef maar moest leven volgens de regel van Benedictus zoals die in Saint-Chef werd gevolgd. Ze lieten de Chalaisiaanse “ordo” los. Soms was er wel verzet van bisschoppen tegen deze fusies. Ten slotte verloor ook politiek gezien het gebied zijn relevantie. Tussen 1150-1160 kwam er een einde aan de conflicten over de locatie waar de abdij van Chalais gevestigd is. Vanaf dan deden de machthebbers geen moeite meer om extra gebieden te verwerven voor de abdij. De orde overleefde de dertiende eeuw wel maar verdwijnt door fusies in de veertiende eeuw.
- Gemeinsame Normdatei: 7637605-9
- Library of Congress Control Number: nb2010005222
- Virtual International Authority File: 312730162